# Midvinterblot
Midvinterblot osmi je studijski album švedskog death metal sastava Unleashed. Diskografska kuća Steamhammer/SPV objavila ga je 6. listopada 2006.

## Popis pjesama
| 1.    | »Blood of Lies«           | 2:14 |
| 2.    | »This Is Our World Now«   | 3:19 |
| 3.    | »We Must Join with Him«   | 3:58 |
| 4.    | »Midvinterblot«           | 2:59 |
| 5.    | »In Victory or Defeat«    | 2:40 |
| 6.    | »Triumph of Genocide«     | 3:12 |
| 7.    | »The Avenger«             | 3:12 |
| 8.    | »Salvation for Mankind«   | 2:54 |
| 9.    | »Psycho Killer«           | 2:14 |
| 10.   | »The Witch«               | 3:16 |
| 11.   | »I Have Sworn Allegiance« | 2:39 |
| 12.   | »Age of the Warrior«      | 3:33 |
| 13.   | »New Dawn Rising«         | 2:47 |
| 14.   | »Loyality and Pride«      | 3:09 |
| 15.   | »Valhalla Awaits«         | 3:35 |
| 45:41 |                           |      |

## Zasluge
Unleashed
- Johnny – bas-gitara, vokal
- Tomas – ritam gitara
- Fredrik – solo-gitara, inženjer zvuka, produkcija
- Anders – bubnjevi

Ostalo osoblje
- Peter In de Betou – mastering
- Michael Larsson – fotografije
- Sebastian Ramstedt – dizajn, grafički dizajn